# Wind Jet

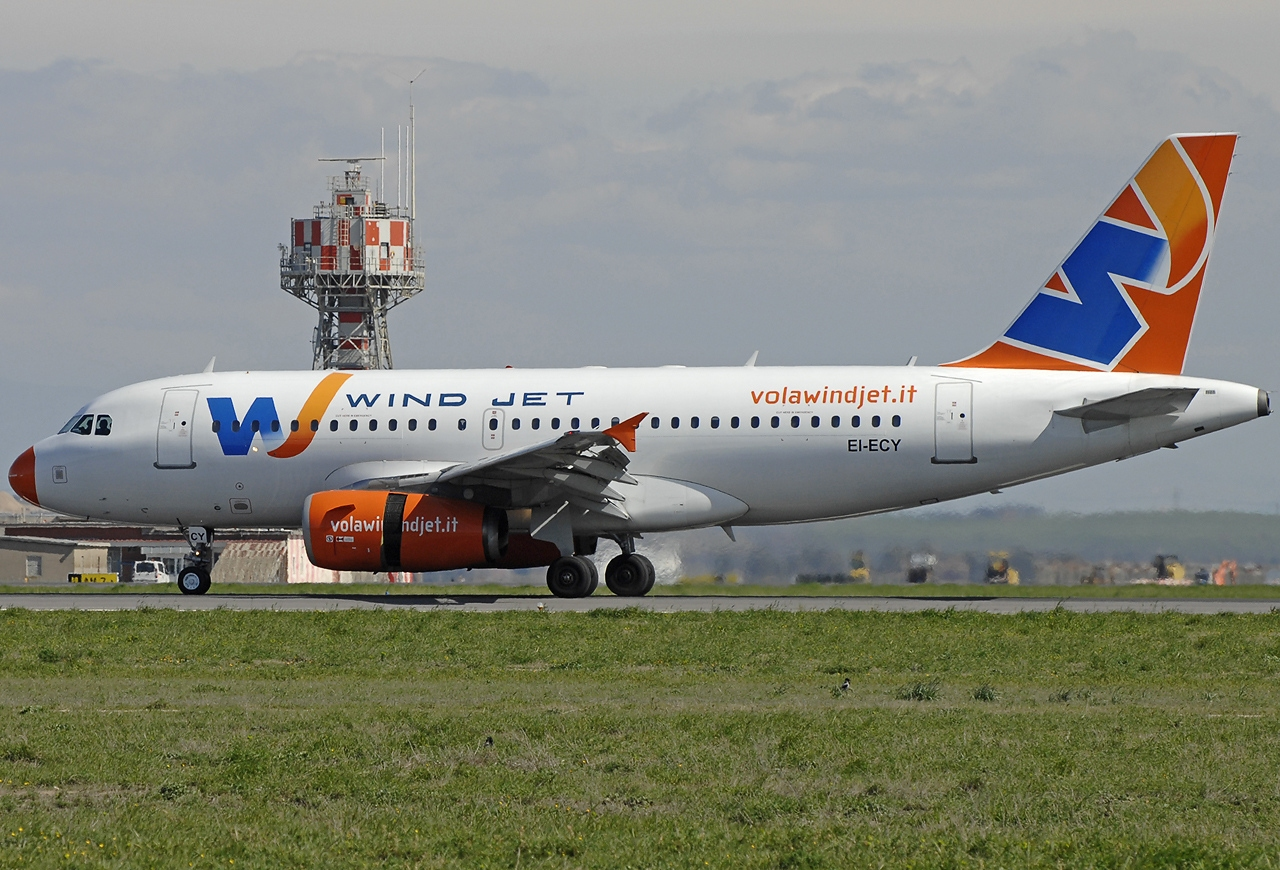
Airbus A319-132

Windjet (IATA: IV, OACI: JET) fue una aerolínea italiana con vuelos regulares y chárter, cuya base se encuentra en la ciudad de Catania, Italia. Fue fundada en el 2003, siguiendo la disolución de Air Sicilia, por el actual CEO Antonino Pulvirenti, quien además es el dueño del club de fútbol Calcio Catania. Llegó a ser la cuarta aerolínea italiana por número de pasajeros y operó varios vuelos nacionales y continentales, la mayor parte de los cuales desde el principal centro de conexión que es el Aeropuerto Fontanarossa de Catania. La compañía cesó operaciones el 12 de agosto de 2012.

## Códigos
- Código IATA: IV
- Código OACI: JET
- Indicativo: Ghibli[1]

## Historia
Windjet fue establecida en el 2003 e inició sus operaciones el 17 de junio de 2003. Es propiedad en un 100% del Finaria Group. La compañía cesó operaciones el 12 de agosto de 2012.

## Servicios
- Destinos regulares domésticos (a diciembre de 2006): Catania, Forlì, Milán-Linate, Milán-Orio al Serio, Olbia, Palermo, Pisa, Roma-Fiumicino, Venecia y Verona.

- Destinos regulares internacionales (a diciembre de 2006): Barcelona, Lille, Londres-Luton,[2] Madrid, Moscú-Domodedovo, Oslo, París-Charles de Gaulle, San Petersburgo

## Flota
La flota de Windjet consistía en las siguientes aeronaves (a diciembre de 2010):
- 7 Airbus A320-200
- 5 Airbus A319

A diciembre de 2009, la flota de Windjet tenía una edad promedio de 12,7 años.